# Sepang International Circuit

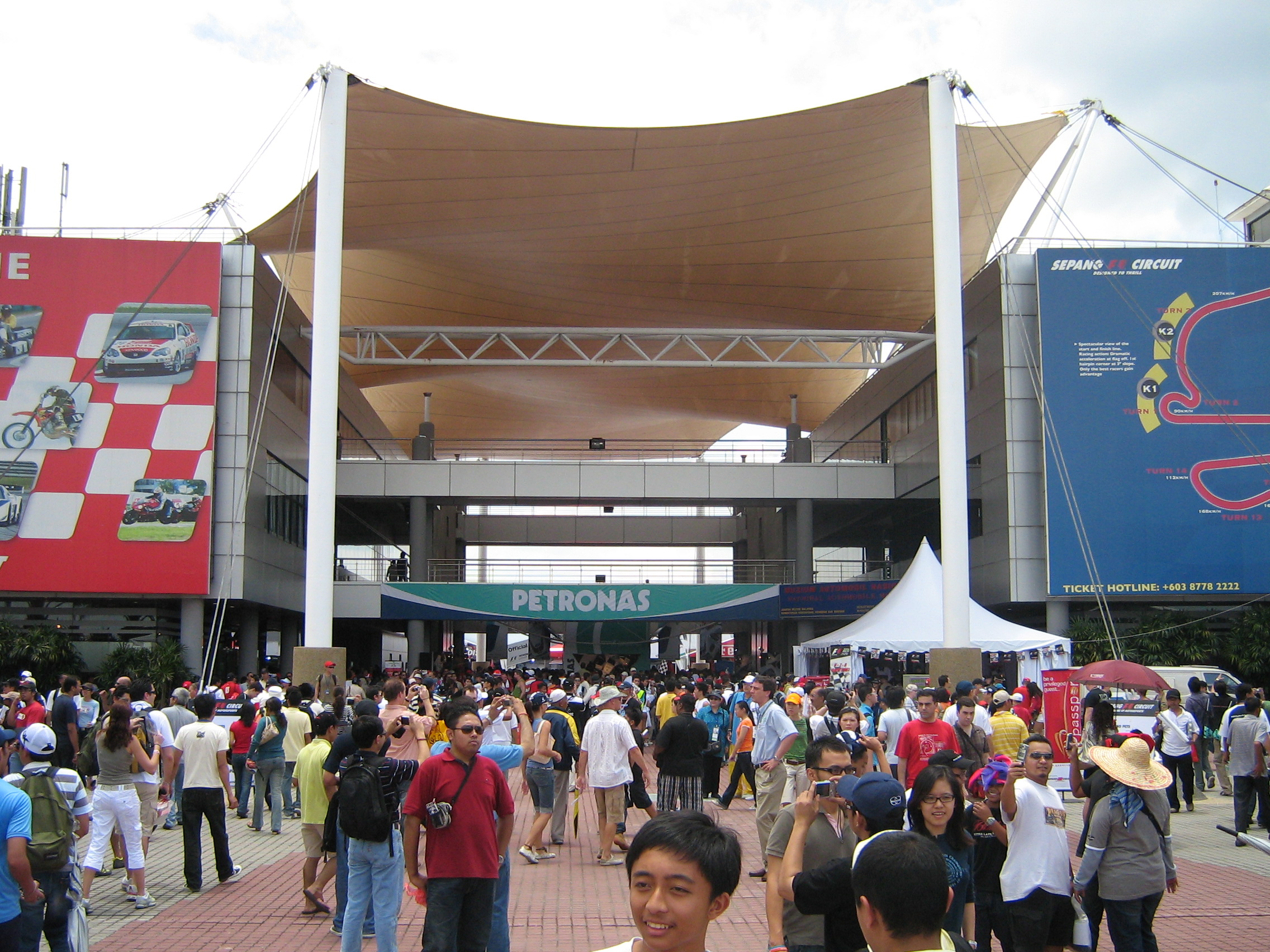
Haupteingang

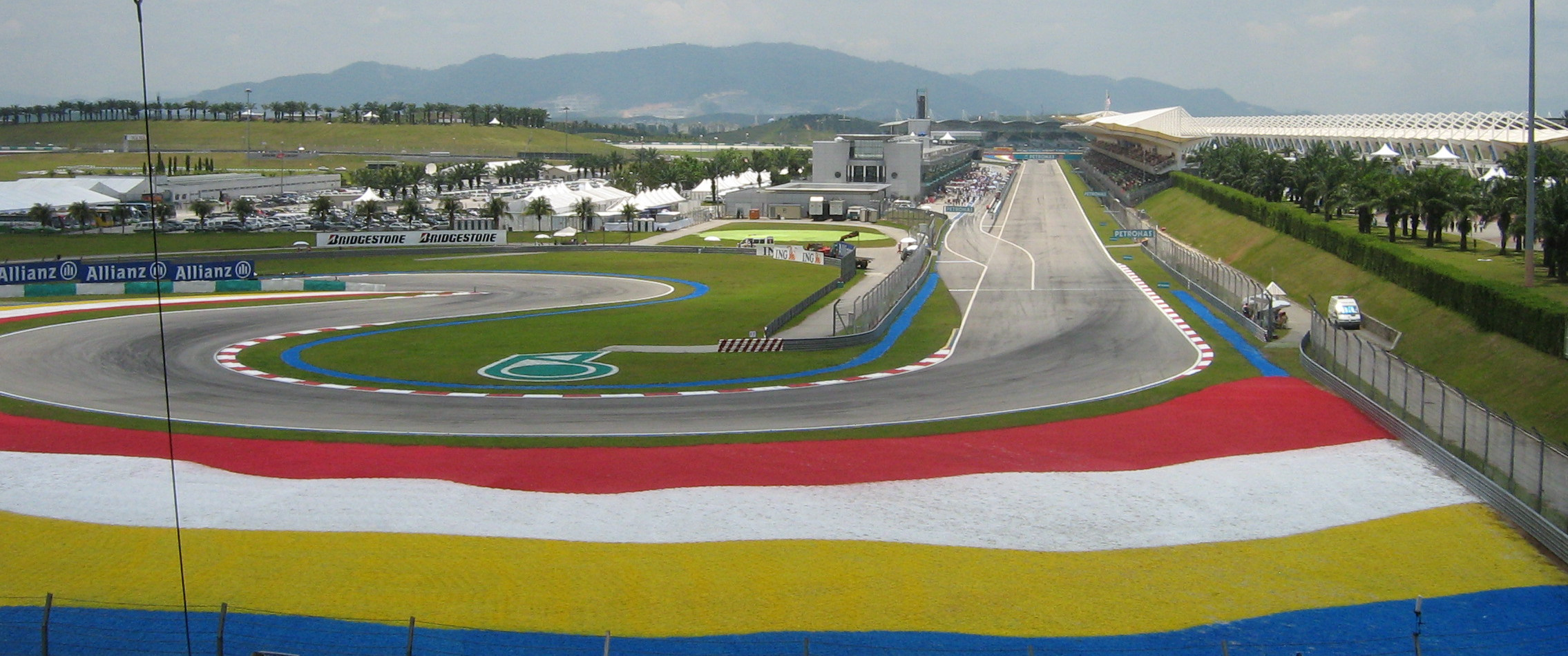
Boxengasse und Zielgerade

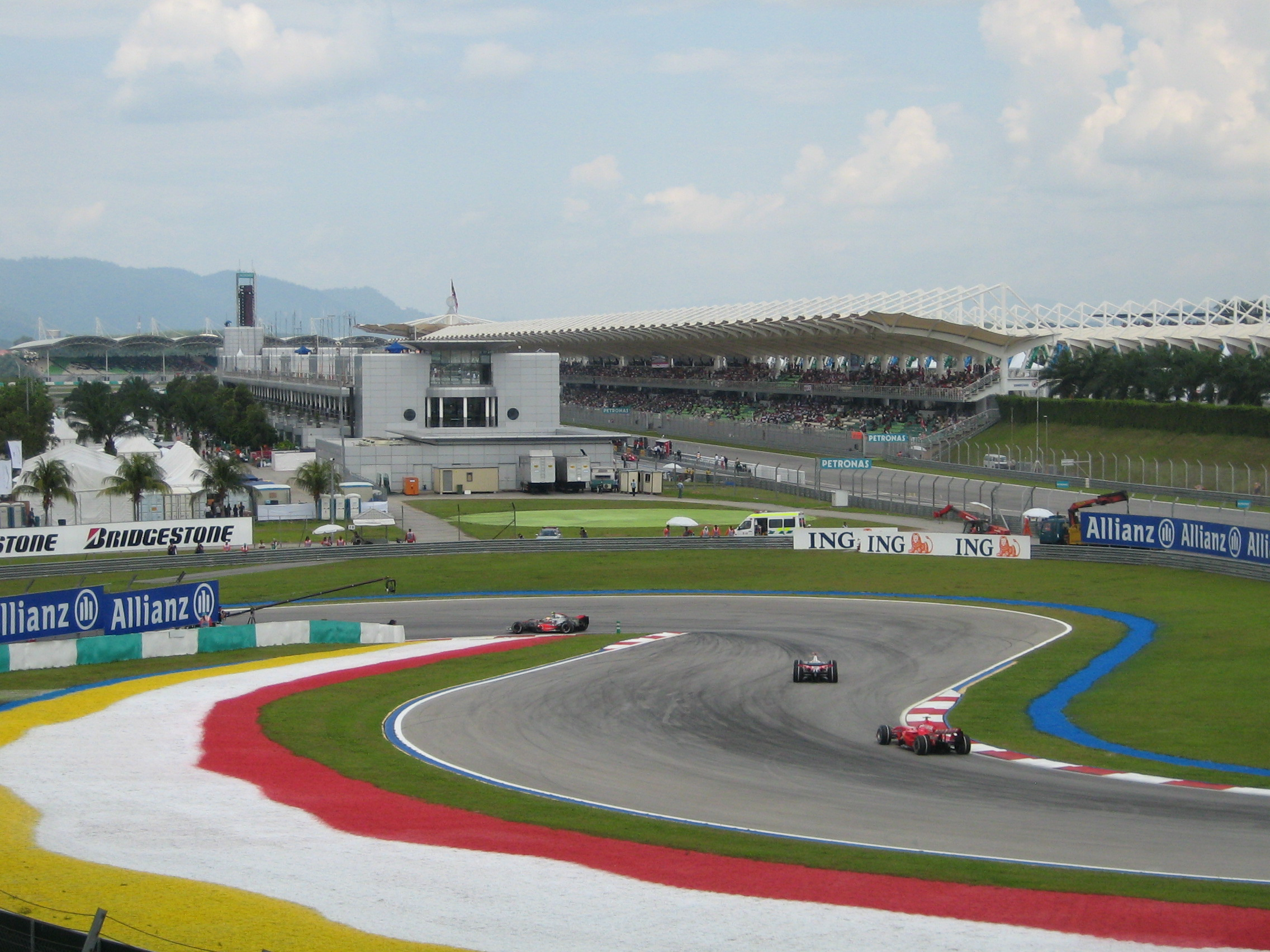
Haupttribüne „Mall“ und Zielgerade

Der Sepang International Circuit (SIC) ist eine Motorsport-Rennstrecke in Malaysia. Sie liegt im urbanen Distrikt Sepang im Süden des Bundesstaates Selangor, etwa 45 km südlich von Kuala Lumpur in unmittelbarer Nachbarschaft zum internationalen Flughafen der Hauptstadt.

## Entwicklung
Die Rennstrecke ist eine von sieben aktuellen Strecken, die von Hermann Tilke entworfen wurden. Die Strecke wurde 1999 in den Rennkalender der Formel 1 aufgenommen und war bis einschließlich 2017 fester Bestandteil des Kalenders. Außerdem finden auf der Rennstrecke auch der Große Preis von Malaysia im Rahmen der Motorrad-Weltmeisterschaft sowie einige regionale Rennen statt.

## Wissenswertes
2011 wurde der Grand Prix von Malaysia in der MotoGP-Klasse aufgrund des tödlichen Unfalls von Marco Simoncelli abgebrochen und nicht gewertet.

## Statistik

### Streckendaten
Die Rennstrecke ist 5,54 km lang und fährt sich durch die beiden langen Geraden, die durch die Haarnadelkurve verbunden sind, eher ungewöhnlich. Die Strecke ist sehr breit angelegt (bis zu 22 m). Der Kurs lässt zwei weitere Varianten von 2,61 km und 2,71 km zu. Gefahren wird üblicherweise im Uhrzeigersinn. Die Start-/Zielgerade ist 920 m lang.
Der Streckenrekord der Formel 1 im Rennen liegt bei 1:34,080 min und wurde von Sebastian Vettel am 1. Oktober 2017 aufgestellt. Einen Tag vorher erzielte Lewis Hamilton auf dem Weg zur Pole-Position die schnellste, jemals dort gefahrene Runde in 1:30,076 min. In der Formel 1 wurden 56 Runden gefahren, das entspricht einer Gesamtstrecke von 310,408 km.
Jorge Lorenzo fuhr im Rahmen des ersten MotoGP-Tests für die Saison 2018 mit 1:58,830 min die schnellste Zeit, die je mit einem MotoGP-Motorrad auf diesem Kurs gefahren wurde.
Francesco Bagnaia stellte im Qualifying zum GP von Malaysia 2024 einen neuen Streckenrekord mit 1:56,337 min auf.

### Alle Sieger von Formel-1-Rennen in Sepang
| Nr. | Jahr | Fahrer               | Konstrukteur | Motor               | Reifen | Zeit          | Streckenlänge | Runden | Ø-Tempo      | Datum       | GP von   |
| --- | ---- | -------------------- | ------------ | ------------------- | ------ | ------------- | ------------- | ------ | ------------ | ----------- | -------- |
| 1   | 1999 | Eddie Irvine         | Ferrari      | Ferrari             | B      | 1:36:38,494 h | 5,542 km      | 56     | 192,682 km/h | 17. Oktober | Malaysia |
| 2   | 2000 | Michael Schumacher   | Ferrari      | Ferrari             | B      | 1:35:54,235 h | 5,543 km      | 56     | 194,199 km/h | 22. Oktober | Malaysia |
| 3   | 2001 | Michael Schumacher   | Ferrari      | Ferrari             | B      | 1:47:34,801 h | 5,543 km      | 55     | 170,031 km/h | 18. März    | Malaysia |
| 4   | 2002 | Ralf Schumacher      | Williams     | BMW                 | M      | 1:35:36,792 h | 5,543 km      | 56     | 194,790 km/h | 17. März    | Malaysia |
| 5   | 2003 | Kimi Räikkönen       | McLaren      | Mercedes            | M      | 1:32:22,195 h | 5,543 km      | 56     | 201,629 km/h | 23. März    | Malaysia |
| 6   | 2004 | Michael Schumacher   | Ferrari      | Ferrari             | B      | 1:31:07,490 h | 5,543 km      | 56     | 204,384 km/h | 21. März    | Malaysia |
| 7   | 2005 | Fernando Alonso      | Renault      | Renault             | M      | 1:31:33,736 h | 5,543 km      | 56     | 203,408 km/h | 20. März    | Malaysia |
| 8   | 2006 | Giancarlo Fisichella | Renault      | Renault             | M      | 1:30:40,529 h | 5,543 km      | 56     | 205,297 km/h | 19. März    | Malaysia |
| 9   | 2007 | Fernando Alonso      | McLaren      | Mercedes            | B      | 1:32:14,930 h | 5,543 km      | 56     | 201,894 km/h | 8. April    | Malaysia |
| 10  | 2008 | Kimi Räikkönen       | Ferrari      | Ferrari             | B      | 1:31:18,555 h | 5,543 km      | 56     | 203,971 km/h | 23. März    | Malaysia |
| 11  | 2009 | Jenson Button        | Brawn        | Mercedes            | B      | 0:55:30,622 h | 5,543 km      | 32     | 171,833 km/h | 5. April    | Malaysia |
| 12  | 2010 | Sebastian Vettel     | Red Bull     | Renault             | B      | 1:33:48,412 h | 5,543 km      | 56     | 198,541 km/h | 4. April    | Malaysia |
| 13  | 2011 | Sebastian Vettel     | Red Bull     | Renault             | P      | 1:37:39,832 h | 5,543 km      | 56     | 190,700 km/h | 10. April   | Malaysia |
| 14  | 2012 | Fernando Alonso      | Ferrari      | Ferrari             | P      | 2:44:51,812 h | 5,543 km      | 56     | 112,969 km/h | 25. März    | Malaysia |
| 15  | 2013 | Sebastian Vettel     | Red Bull     | Renault             | P      | 1:38:56,681 h | 5,543 km      | 56     | 188,231 km/h | 24. März    | Malaysia |
| 16  | 2014 | Lewis Hamilton       | Mercedes     | Mercedes            | P      | 1:40:25,974 h | 5,543 km      | 56     | 185,442 km/h | 30. März    | Malaysia |
| 17  | 2015 | Sebastian Vettel     | Ferrari      | Ferrari             | P      | 1:41:05,793 h | 5,543 km      | 56     | 184,225 km/h | 29. März    | Malaysia |
| 18  | 2016 | Daniel Ricciardo     | Red Bull     | Renault (TAG Heuer) | P      | 1:37:12,776 h | 5,543 km      | 56     | 191,584 km/h | 2. Oktober  | Malaysia |
| 19  | 2017 | Max Verstappen       | Red Bull     | Renault (TAG Heuer) | P      | 1:30:01,290 h | 5,543 km      | 56     | 206,889 km/h | 1. Oktober  | Malaysia |

Rekordsieger
Fahrer: Sebastian Vettel (4) • Fahrernationen: Deutschland (8) • Konstrukteure: Ferrari (7) • Motorenhersteller: Ferrari/Renault (je 7) • Reifenhersteller: Bridgestone (8)

### AlleKönigklasse-Sieger der Motorrad-WM in Sepang
| Nr. | Jahr | Sieger                                      | Motorrad                                    | Reifen                                      | Zeit                                        | Streckenlänge                               | Runden                                      | Ø-Tempo                                     | Datum                                   | GP von   |
| --- | ---- | ------------------------------------------- | ------------------------------------------- | ------------------------------------------- | ------------------------------------------- | ------------------------------------------- | ------------------------------------------- | ------------------------------------------- | --------------------------------------- | -------- |
| 1   | 1999 | Kenny Roberts jr.                           | Suzuki                                      |                                             | 44:56,033 min                               | 5,548 km                                    | 21                                          | 155,573 km/h                                | 18. April                               | Malaysia |
| 2   | 2000 | Kenny Roberts jr.                           | Suzuki                                      |                                             | 31:58,102 min                               | 5,548 km                                    | 15                                          | 156,192 km/h                                | 31. März                                | Malaysia |
| 3   | 2001 | Valentino Rossi                             | Honda                                       |                                             | 44:46,652 min                               | 5,548 km                                    | 21                                          | 156,116 km/h                                | 19. Oktober                             | Malaysia |
| 4   | 2002 | Max Biaggi                                  | Yamaha                                      | M                                           | 44:01,592 min                               | 5,548 km                                    | 21                                          | 158,779 km/h                                | 11. Oktober                             | Malaysia |
| 5   | 2003 | Valentino Rossi                             | Honda                                       | M                                           | 43:41,457 min                               | 5,548 km                                    | 21                                          | 159,998 km/h                                | 10. Oktober                             | Malaysia |
| 6   | 2004 | Valentino Rossi                             | Yamaha                                      | M                                           | 43:29,146 min                               | 5,548 km                                    | 21                                          | 160,753 km/h                                | 8. Oktober                              | Malaysia |
| 7   | 2005 | Loris Capirossi                             | Ducati                                      | B                                           | 43:27,523 min                               | 5,548 km                                    | 21                                          | 160,853 km/h                                | 25. September                           | Malaysia |
| 8   | 2006 | Valentino Rossi                             | Yamaha                                      | M                                           | 43:07,829 min                               | 5,548 km                                    | 21                                          | 162,077 km/h                                | 10. September                           | Malaysia |
| 9   | 2007 | Casey Stoner                                | Ducati                                      | B                                           | 43:04,405 min                               | 5,548 km                                    | 21                                          | 162,292 km/h                                | 21. Oktober                             | Malaysia |
| 10  | 2008 | Valentino Rossi                             | Yamaha                                      | B                                           | 43:06,007 min                               | 5,548 km                                    | 21                                          | 162,192 km/h                                | 19. Oktober                             | Malaysia |
| 11  | 2009 | Casey Stoner                                | Ducati                                      | B                                           | 47:24,834 min                               | 5,548 km                                    | 21                                          | 147,435 km/h                                | 25. Oktober                             | Malaysia |
| 12  | 2010 | Valentino Rossi                             | Yamaha                                      | B                                           | 41:03,448 min                               | 5,548 km                                    | 20                                          | 162,153 km/h                                | 10. Oktober                             | Malaysia |
| –   | 2011 | Rennabbruch nach Sturz von Marco Simoncelli | Rennabbruch nach Sturz von Marco Simoncelli | Rennabbruch nach Sturz von Marco Simoncelli | Rennabbruch nach Sturz von Marco Simoncelli | Rennabbruch nach Sturz von Marco Simoncelli | Rennabbruch nach Sturz von Marco Simoncelli | Rennabbruch nach Sturz von Marco Simoncelli | 23. Oktober                             | Malaysia |
| 13  | 2012 | Dani Pedrosa                                | Honda                                       | B                                           | 29:29,049 min                               | 5,548 km                                    | 13                                          | 146,772 km/h                                | 21. Oktober                             | Malaysia |
| 14  | 2013 | Dani Pedrosa                                | Honda                                       | B                                           | 40:45,191 min                               | 5,548 km                                    | 20                                          | 163,364 km/h                                | 13. Oktober                             | Malaysia |
| 15  | 2014 | Marc Márquez                                | Honda                                       | B                                           | 40:45,523 min                               | 5,543 km                                    | 20                                          | 163,195 km/h                                | 26. Oktober                             | Malaysia |
| 16  | 2015 | Dani Pedrosa                                | Honda                                       | B                                           | 40:37,691 min                               | 5,543 km                                    | 20                                          | 163,719 km/h                                | 25. Oktober                             | Malaysia |
| 17  | 2016 | Andrea Dovizioso                            | Ducati                                      | M                                           | 42:27,333 min                               | 5,543 km                                    | 19                                          | 148,838 km/h                                | 30. Oktober                             | Malaysia |
| 18  | 2017 | Andrea Dovizioso                            | Ducati                                      | M                                           | 44:51,497 min                               | 5,543 km                                    | 20                                          | 148,280 km/h                                | 29. Oktober                             | Malaysia |
| 19  | 2018 | Marc Márquez                                | Honda                                       | M                                           | 40:32,372 min                               | 5,543 km                                    | 20                                          | 164,000 km/h                                | 4. November                             | Malaysia |
| 20  | 2019 | Maverick Viñales                            | Yamaha                                      | M                                           | 40:14,632 min                               | 5,543 km                                    | 20                                          | 165,200 km/h                                | 3. November                             | Malaysia |
| –   | 2020 | abgesagt aufgrund der Covid-19-Pandemie     | abgesagt aufgrund der Covid-19-Pandemie     | abgesagt aufgrund der Covid-19-Pandemie     | abgesagt aufgrund der Covid-19-Pandemie     | abgesagt aufgrund der Covid-19-Pandemie     | abgesagt aufgrund der Covid-19-Pandemie     | abgesagt aufgrund der Covid-19-Pandemie     | abgesagt aufgrund der Covid-19-Pandemie | Malaysia |
| –   | 2021 | abgesagt aufgrund der Covid-19-Pandemie     | abgesagt aufgrund der Covid-19-Pandemie     | abgesagt aufgrund der Covid-19-Pandemie     | abgesagt aufgrund der Covid-19-Pandemie     | abgesagt aufgrund der Covid-19-Pandemie     | abgesagt aufgrund der Covid-19-Pandemie     | abgesagt aufgrund der Covid-19-Pandemie     | abgesagt aufgrund der Covid-19-Pandemie | Malaysia |
| 21  | 2022 | Francesco Bagnaia                           | Ducati                                      | M                                           | 40:14,332                                   | 5,543 km                                    | 20                                          | 165,3 km/h                                  | 23. Oktober                             | Malaysia |
| 22  | 2023 | Enea Bastianini                             | Ducati                                      | M                                           | 39:59,137                                   | 5,543 km                                    | 20                                          | 166,3 km/h                                  | 12. November                            | Malaysia |
| 23  | 2024 | Francesco Bagnaia                           | Ducati                                      | M                                           | 38:04,563                                   | 5,543 km                                    | 19                                          | 165,9 km/h                                  | 3. November                             | Malaysia |

Rekordsieger
Fahrer: Valentino Rossi (6) • Fahrernationen: Italien (13) • Konstrukteure: Ducati (8)• Reifenhersteller: Michelin (11)